# Plebiscyt Przeglądu Sportowego 1988
54. Plebiscyt Przeglądu Sportowego na najlepszego sportowca Polski zorganizowano w 1988 roku.

## Wyniki
1. Waldemar Legień – judo (531 288 pkt)
2. Andrzej Wroński – zapasy (495 296)
3. Marek Łbik i Marek Dopierała – kajakarstwo (422 250)
4. Artur Wojdat – pływanie (360 641)
5. Janusz Olech – szermierka (298 242)
6. Janusz Pawłowski – judo (257 513)
7. Dorota Idzi – pięciobój nowoczesny (210 214)
8. Andrzej Głąb – zapasy (159 752)
9. Joachim Halupczok – kolarstwo (122 752)
10. Izabela Dylewska – kajakarstwo (91 518)

- Najlepszy Trener Roku: Ryszard Zieniawa (judo)
- Honorowy sportowiec roku: Arkadiusz Pawłowski (paraolimpijczyk, pływanie)